# Prionoxystus baccharidis
Prionoxystus baccharidis är en fjärilsart som beskrevs av Clarke 1951. Prionoxystus baccharidis ingår i släktet Prionoxystus och familjen träfjärilar. Inga underarter finns listade i Catalogue of Life.